# Acontia clerana
Acontia clerana là một loài bướm đêm thuộc họ Noctuidae. Nó được tìm thấy ở Tây Úc, New South Wales và Queensland.
Sải cánh dài khoảng 20 mm. Con trưởng thành có cánh trước màu trắng với các điểm màu nâu đậm ở hai nửa rìa. Cánh sau màu nâu.